# Victor Lécot

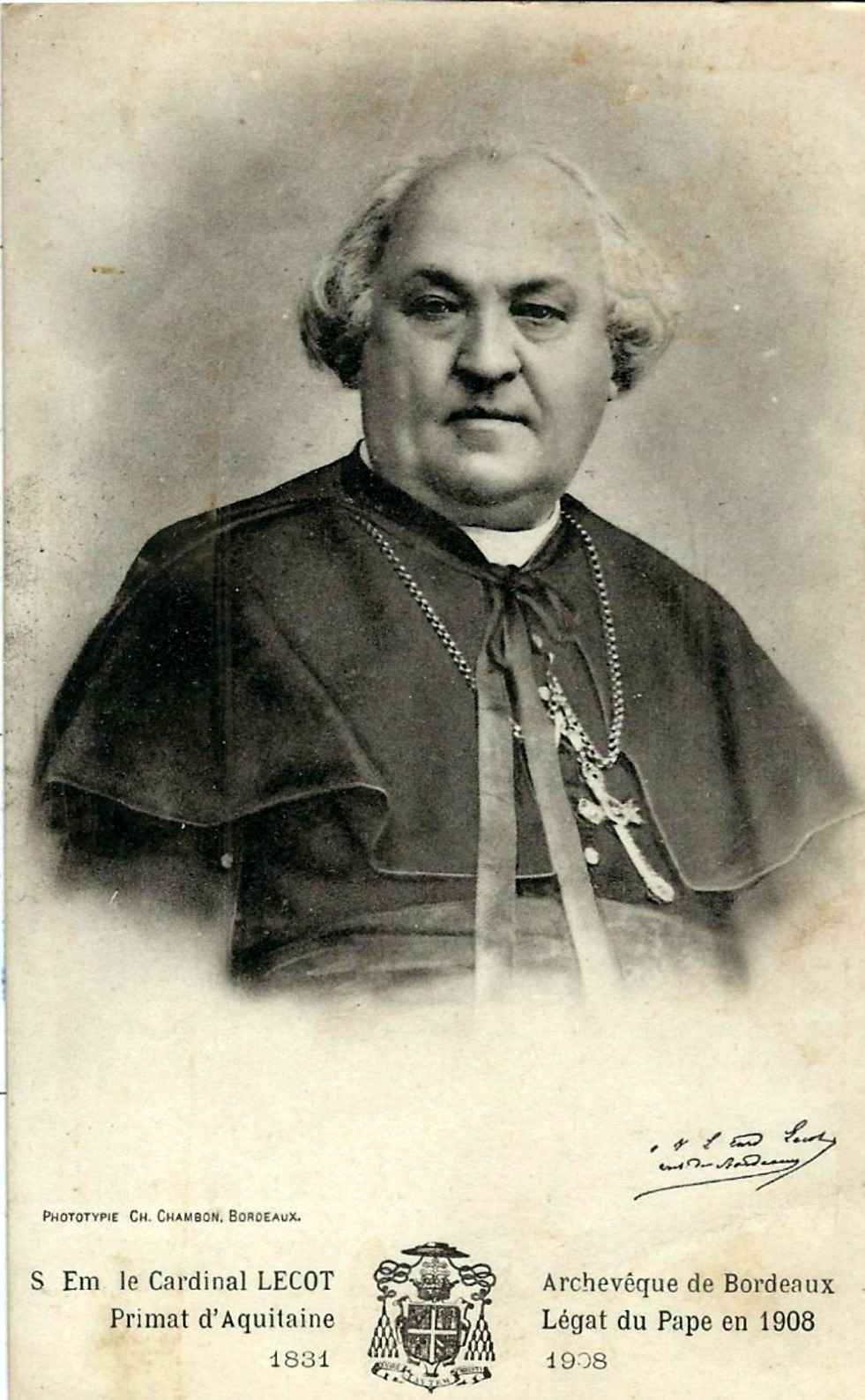
Victor Kardinal Lécot

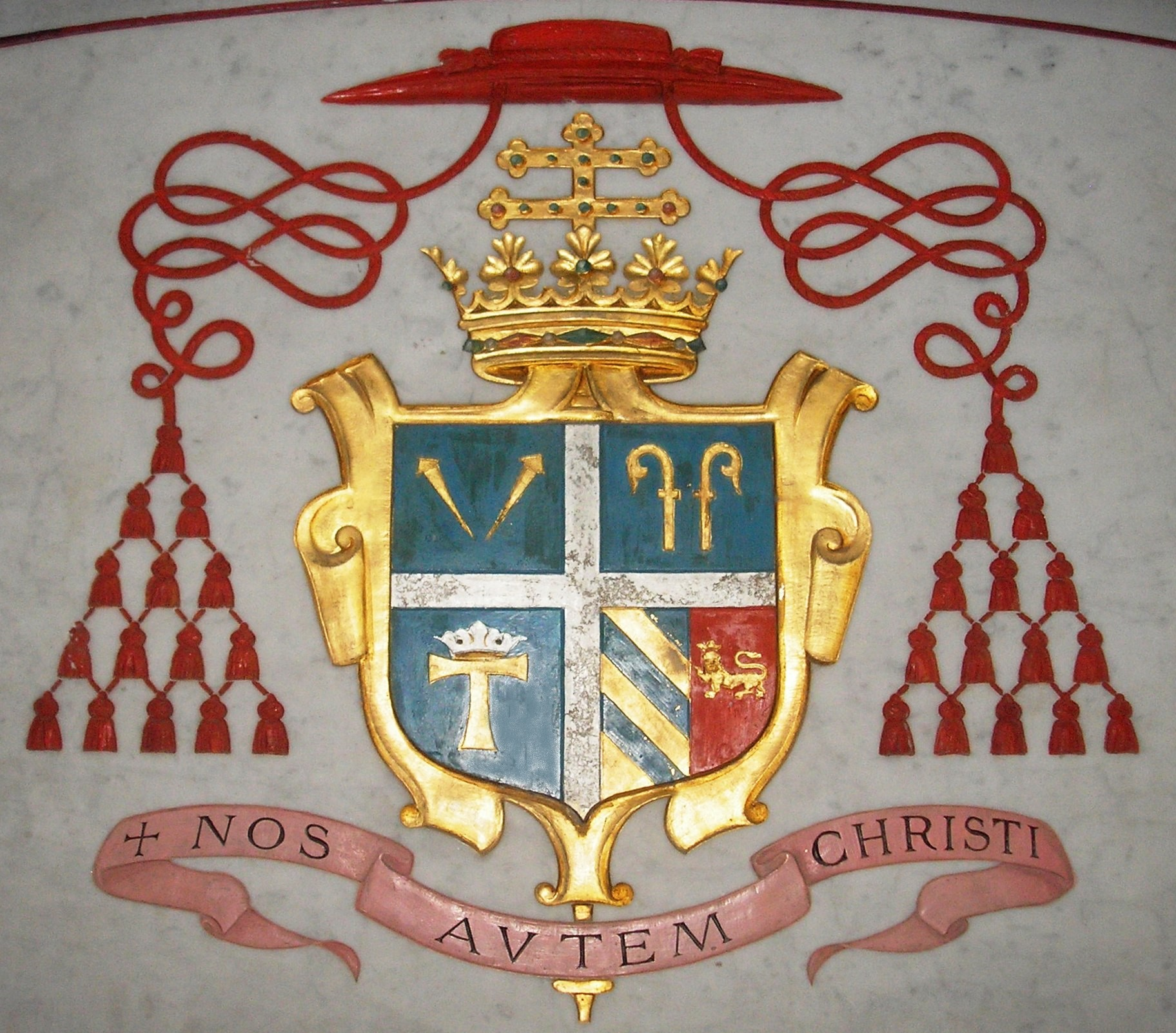
Kardinalswappen in der Kathedrale von Bordeaux

Victor Lucien Sulpice Kardinal Lécot (* 8. Januar 1831 in Montescourt-Lizerolles, Frankreich; † 19. Dezember 1908 in Chambéry) war Erzbischof von Bordeaux.

## Leben
Victor Lécot, ein Bauernsohn, besuchte das kleine Seminar in Noyon und unterrichtete nach dem Baccalaureat (1849) Naturwissenschaften ebenda. 1852 trat er in das große Seminar in Beauvais ein und wechselte im Februar 1855 nach Saint-Sulpice, Paris.
Am 24. Juni 1855 empfing er die Priesterweihe und wirkte als Professor für Philosophie am Seminar von Noyon. 1869 wurde er Vikar an der Kathedrale von Beauvais und 1872 Pfarrer in St. Antoine de Compiègne.
Im März 1886 von der Regierung zum Bischof von Dijon bestimmt, wurde er am 22. Juni 1886 präkonisiert und empfing am 11. Juli 1886 durch Bischof Joseph Maxence Péronne die Bischofsweihe; Mitkonsekratoren waren François de Forges, emeritierter Weihbischof im Bistum Rennes, und François Douboin, ehemaliger Apostolischer Vikar von Sénégambia. Am 11. August desselben Jahres wurde er inthronisiert. Wichtige Akzente seiner Amtszeit waren die Umgestaltung der Semaine religieuse 1886, die Gründung eines Werks der Berufung 1887, die Neuorganisation der Kirchenkonferenzen, die Herausgabe eines neuen Katechismus 1887–1888, neuer Kapitularstatuten 1887 und Leitlinien zur Gründung von Freischulen 1888. Er ließ außerdem die Kathedrale restaurieren und führte Wallfahrten zum hl. Benignus, dem in der Krypta beigesetzten Diözesanheiligen, ein.
Am 4. Juni 1890 wurde er zum Erzbischof von Bordeaux ernannt. Besondere Verdienste erwarb er sich durch sein soziales Engagement, so etwa durch die Schaffung von Arbeiterküchen und sein Eintreten für die Arbeiterklasse. Gleichzeitig galt er als sehr papsttreu. Am 12. Juni 1893 nahm ihn Papst Leo XIII. als Kardinalpriester mit der Titelkirche Santa Pudenziana in das Kardinalskollegium auf. Kardinal Lecot anerkannte im Februar 1894 die Dritte Französische Republik, 1905 protestierte er wie andere französische Kardinäle gegen die in diesem Jahr eingeführte Trennung von Kirche und Staat. Er nahm zudem am Konklave 1903 teil, das Pius X. zum neuen Papst wählte.
Victor-Lucien-Sulpice Lécot starb am 19. Dezember 1908 in Chambéry auf der Rückreise von einer Romfahrt.